# Jičín
Jičín (en allemand : Jitschin, précédemment : Gitschin) est une ville de la région de Hradec Králové, en Tchéquie, et le chef-lieu du district de Jičín. Sa population s'élevait à 16 101 habitants en 2025.

## Nom
- tchèque : Jičín, ˈjɪtʃi:n
- allemand : Titschein 'tɪtʃaɪn, Gitschin 'gɪtʃɪn, Jitschin 'jɪtʃɪn
- latin : gitmiacinum gitmjasinum, Gitzinum gitsinum
- polonais : Jiczyn

## Géographie
Jičín se trouve à 42 km au nord-ouest de Hradec Králové, à 43 km au sud-est de Liberec et à 77 km au nord-est de Prague.
La commune est limitée par Brada-Rybníček, Kbelnice, Dílce, Železnice et Valdice au nord, par Radim et Úlibice à l'est, par Kacákova Lhota, Tuř et Vitiněves au sud, et par Staré Místo, Podhradí et Holín à l'ouest.

## Histoire
Comme de nombreuses villes tchèques, Jičín fut probablement une fondation des rois de Bohême à la fin du XIIe siècle sur base d'un village préexistant (au lieu-dit Staré Misto, i.e. ancien lieu). La première mention écrite de la ville date de 1293 et figure dans un document de l'épouse du roi Venceslas II, Judith de Habsbourg (Guta en allemand, Jitka en tchèque), dont la ville aurait pris le nom (ville de Jitka, Jitčino město en tchèque). Comme la plupart des villes créées ou réorganisées à cette époque, Jičín est construite sur un plan en damier s'organisant autour d'une vaste place centrale rectangulaire ; elle est dotée de deux églises Saint-Jacques le Majeur et Saint-Ignace et d'un château. Elle est protégée par des fossés et des remparts d'abord en bois, reconstruits plus tard en pierre, et alors percés de trois portes.
D'abord propriété de la couronne, la ville passe au XIe siècle entre les mains de la famille Vartenberk, puis au XVIe siècle dans celle des Trčka de Lapa. La ville toujours majoritairement construite en bois est dévastée par un incendie en 1572 et reconstruite en maçonnerie, la plupart des maisons étant décorées de sgraffites selon le style Renaissance tardive prévalant en Bohême. Une résidence est édifiée à cette occasion pour les Trčka au sud de la Grand'Place.

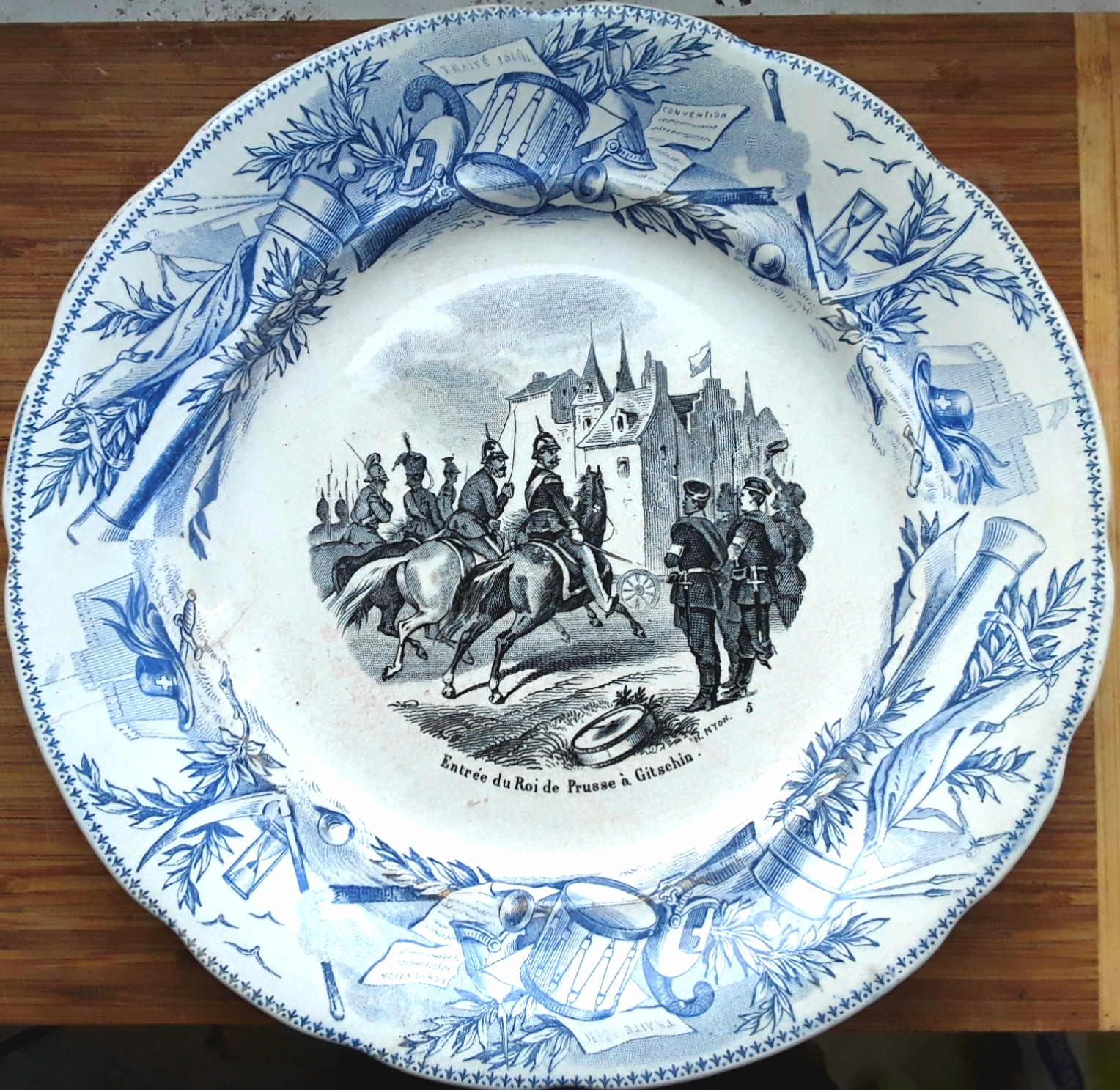
Guerre austro-prussienne : entrée du roi de Prusse à Gitschin, juillet 1866 (faïence de Choisy-le-Roi).

La ville connaît sa plus forte expansion avec la guerre de Trente Ans, quand elle devient propriété d'Albrecht von Wallenstein, qui en fait la capitale de son duché de Friedland. L'assassinat de ce dernier en 1634 interrompt les travaux de reconstruction et d'agrandissement de la ville, qui va désormais perdre son importance. Elle connaît cependant une certaine prospérité au XVIIIe siècle sous la seigneurie des Trauttmansdorff qui la dotent de monuments, de statues et fontaines baroques et néoclassiques.
Aux portes de la ville l'armée austro-hongroise subit une humiliante défaite durant la guerre avec la Prusse (1866).
Jusqu'en 1918, la ville de Gitschin puis bilingue Jicin - Jičín faisait partie de l'empire d'Autriche, puis d'Autriche-Hongrie (Cisleithanie après le compromis de 1867), chef-lieu du district demême nom, l'un des 94 Bezirkshauptmannschaften en Bohême.
Depuis 1918, elle fait partie de la République tchécoslovaque, puis de la Tchéquie, avec la parenthèse du protectorat de Bohême-Moravie durant l'occupation nazie.

## Population
Recensements (*) ou estimations de la population :
| 1869* | 1880* | 1890* | 1900*  | 1910*  | 1921*  | 1930*  |
| ----- | ----- | ----- | ------ | ------ | ------ | ------ |
| 7 944 | 9 611 | 9 935 | 11 328 | 11 899 | 12 101 | 12 664 |

| 1950*  | 1961*  | 1970*  | 1980*  | 1991*  | 2001*  | 2011*  |
| ------ | ------ | ------ | ------ | ------ | ------ | ------ |
| 12 615 | 13 176 | 13 414 | 16 182 | 16 803 | 16 489 | 16 795 |

| 2015   | 2016   | 2017   | 2018   | 2019   | 2020   | 2021*  |
| ------ | ------ | ------ | ------ | ------ | ------ | ------ |
| 16 367 | 16 394 | 16 448 | 16 480 | 16 577 | 16 717 | 15 904 |

| 2022   | 2023   | 2024   | 2025   | - | - | - |
| ------ | ------ | ------ | ------ | - | - | - |
| 15 871 | 16 210 | 16 230 | 16 101 | - | - | - |

## Administration
La commune se compose de 14 sections :
- Dvorce
- Holínské
- Předměstí
- Moravčice
- Nové Město
- Popovice
- Pražské
- Předměstí
- Robousy
- Sedličky
- Soudná
- Staré Město
- Valdické
- Předměstí

## Patrimoine
Le centre historique de Jičín, bien préservé et construit autour d'une place quadrangulaire, a été désigné secteur sauvegardé, littéralement « réserve patrimoniale urbaine » (městská památková rezervace).

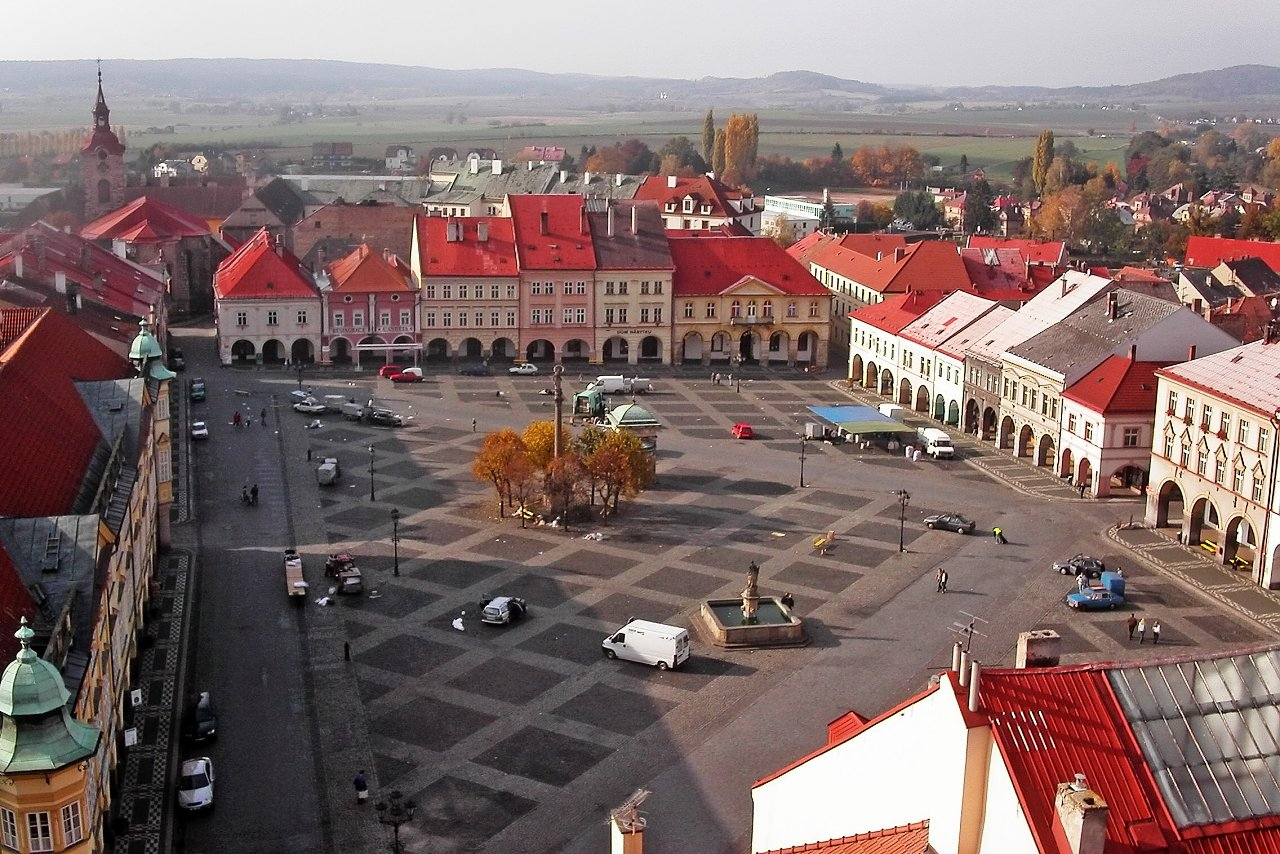
Jičín : place Wallenstein.
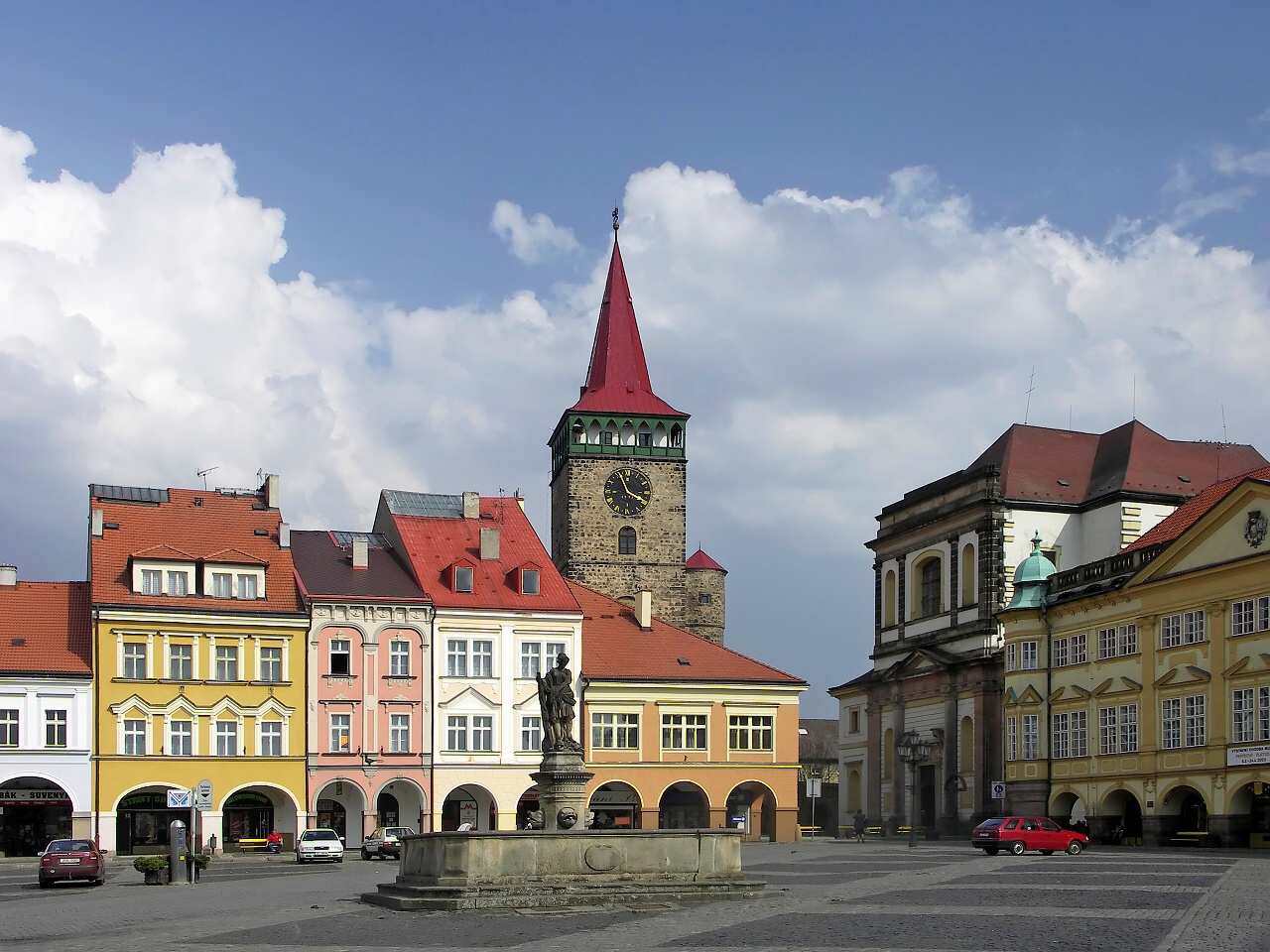
Place Wallenstein au printemps.

La Grand' place ou place Wallenstein (Hlavní nebo Valdštejnovo námĕstí) rectangulaire de près de 150 m de long a conservé sur ses quatre côtés la totalité de ses arcades, y compris au rez-de-chaussée du palais Wallenstein qui occupe le côté est. La plupart des maisons sont d'époque baroque avec parfois un second étage ajouté au XIXe siècle. Trois monuments décorent la place : la colonne mariale de 1702, la fontaine de la couronne, dans un kiosque de pierre de 1834 et la fontaine d'Amphitrite de 1836 dont la statue est de Jan Sucharda.
Le château (Zámek) ou palais Wallenstein est un grand bâtiment rectangulaire de deux étages, fondé autour de 1500 par Mikuláš Trčka de Lipa. Il a été reconstruit après 1624 pour Albrecht von Wallenstein. C'est un bâtiment presque carré avec trois cours, dont certaines avec des arcades. La façade principale avec son oriel d'angle possède les mêmes arcades que les maisons de ville voisines. L'aspect actuel de la façade avec deux contreforts pignons triangulaires est probablement de 1775.
L'église baroque de Saint-Jacques le Majeur aurait dû servir de cathédrale à l'évêché, que Wallenstein voulait créer à Jičin. C'est un remarquable bâtiment à plan centré construit entre 1627-1634 par des artistes italiens, peut-être selon les plans et sous la direction de Andrea Spezza et Niccola Sebregondi. Il s'agit d'un plan régulier en forme de croix grecque avec un chœur semi-circulaire au sud. La croisée est dotée d'une fresque en trompe-l'œil. La façade principale a été achevée en style néoclassique dans les années 1865-1867.
L'église paroissiale Saint-Ignace sur la place de la Liberté (près du coin sud-ouest de la place Wallenstein), a été fondée au début du XIVe siècle. Elle a été reconstruite au XVe siècle sur un plan à trois nefs qui ont été voûtées en style Renaissance après un incendie en 1597 avec six colonnes toscanes. Le chœur est gothique avec des contreforts extérieurs et une voûte en étoile.
L'ancienne synagogue (1840) est situé rue Na příkopě (sur les fossés) au nord-est de la place Wallenstein.
La citerne (Vodarná) est un château d'eau carré de 1631 situé sur l'étang Kniže, utilisé plus tard comme transformateur.
Dans la rue Koněvova dans le nord-ouest de la ville s'élève la villa Dora Nemcova, conçue par l'architecte Dušan Jurkovič à partir de 1910.

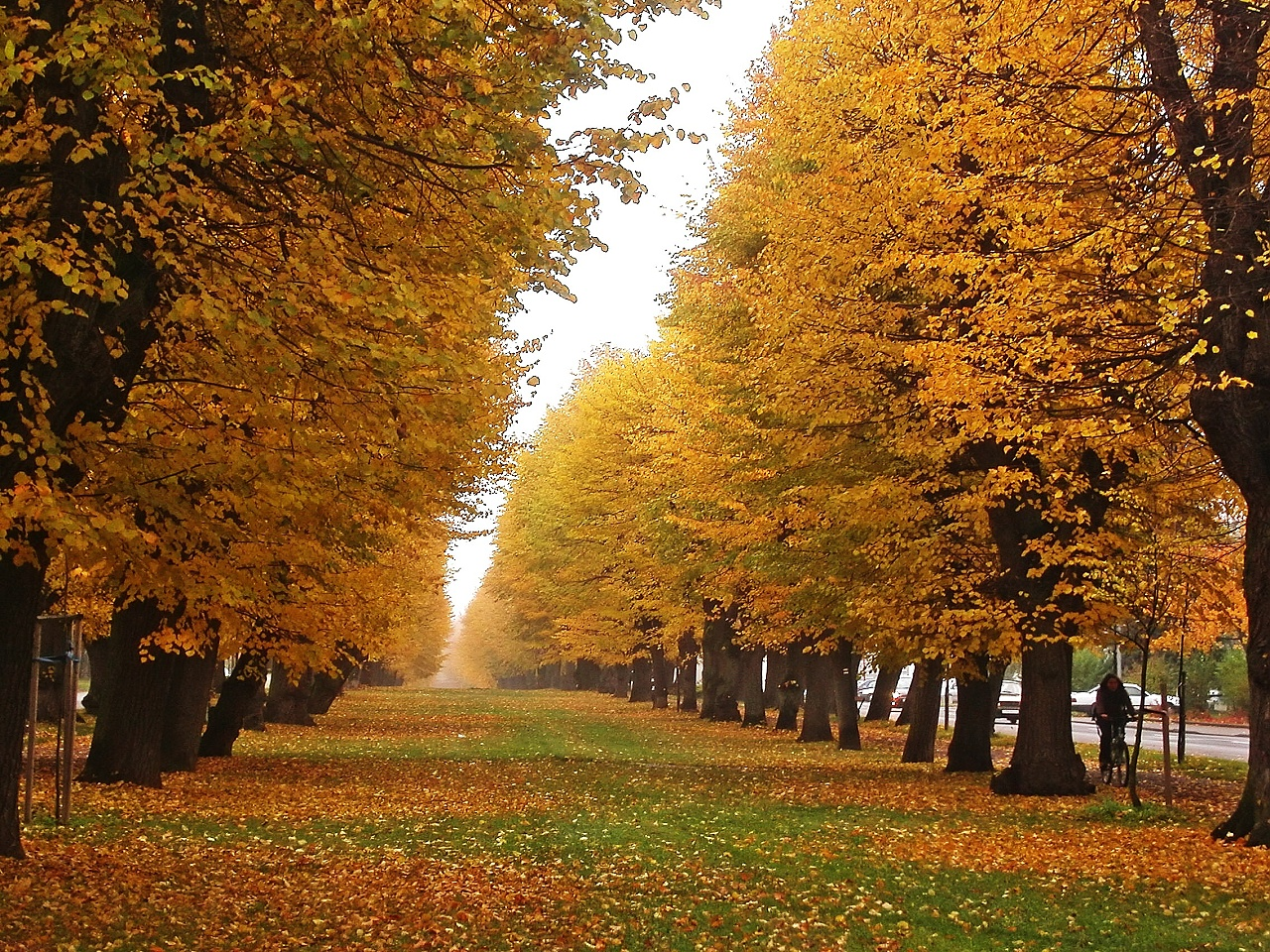
L'allée Wallenstein longue de 1,7 km.
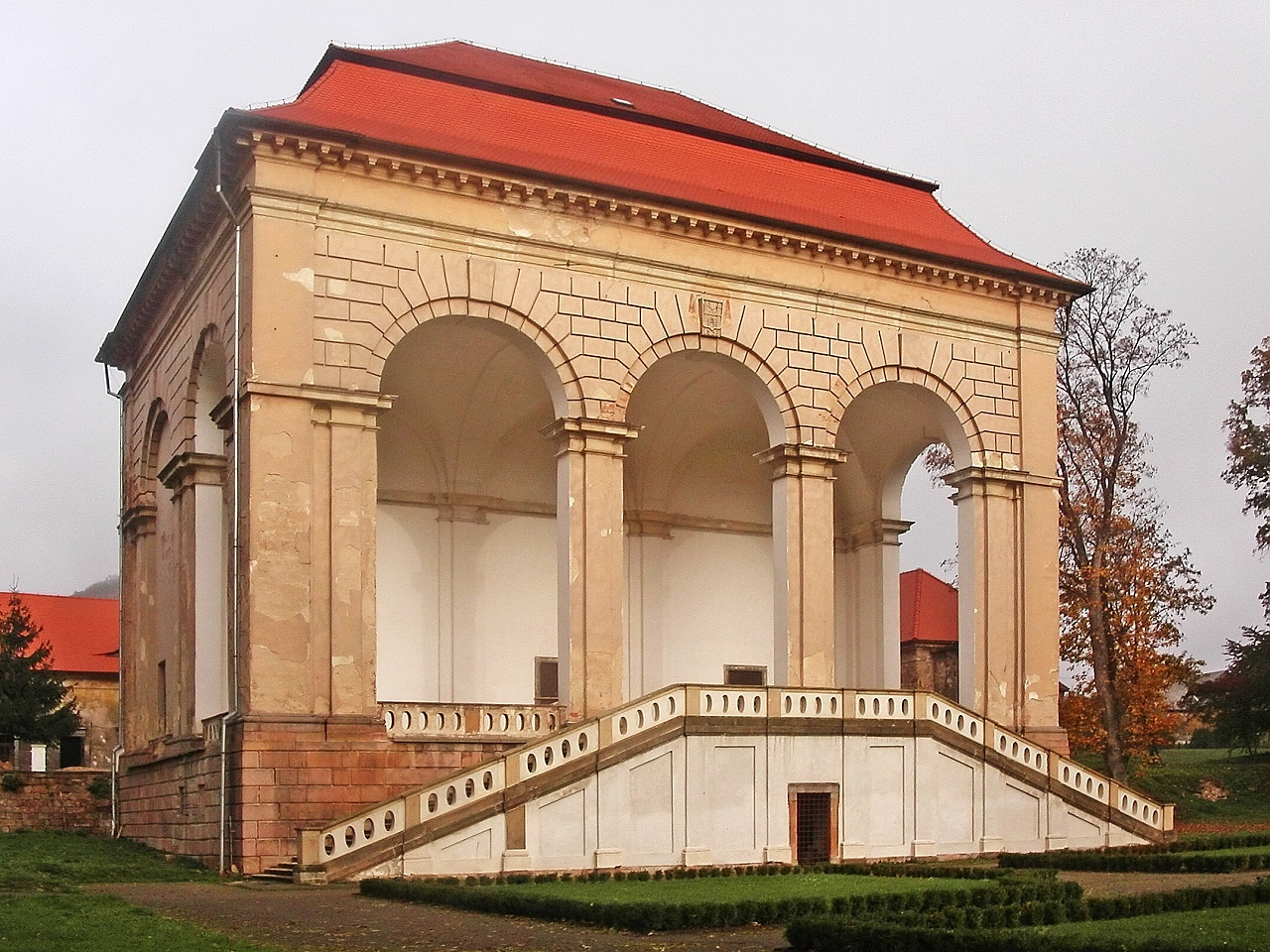
Villa Libosad dans le parc du même nom.

L'avenue des Tilleuls (Lipová alej), longue de 1,7 km et située dans le nord-est de la ville, a été tracée sur ordre d'Albrecht von Wallenstein ; elle mène à la loggia Wallenstein construite par Andrea Spezza en 1629 (mais très remaniée au XIXe siècle) et au parc Libosad.

## Transports
Par la route, Jičín se trouve à 35 km de Mladá Boleslav, à 41 km de Hradec Králové, à 49 km de Liberec et à 94 km de Prague.

## Jumelages
- Erbach (Odenwald) (Allemagne)
- Königsee (Allemagne)
- Martin (Slovaquie)
- King's Lynn (Royaume-Uni)
- Wijk bij Duurstede (Pays-Bas)

## Personnalités liées à la municipalité
- Albrecht von Wallenstein, Albrecht z Valdštejna en tchèque (1583-1634), général, seigneur de la ville.
- Karl Kraus (1874-1936), écrivain autrichien né à Jičín.
- Josef Gočár (1880-1945), architecte.
- Josef Honys (1919-1969), poète tchécoslovaque, artiste et représentant de l'art expérimental tchèque des années 1960, y est né.
- Jaroslav Seifert (1901-1986), poète et journaliste, prix Nobel de littérature.
- Josef Smolík (1922-2009), théologien protestant (professeur à l'université Charles de Prague), ardent défenseur de l'œcuménisme et de la paix.
- Stanislav Rudolf (1932-2022), écrivain et scénariste, y est né.